# Myotis yumanensis
Myotis yumanensis là một loài động vật có vú trong họ Dơi muỗi, bộ Dơi. Loài này được H. Allen mô tả năm 1864.

## Hình ảnh

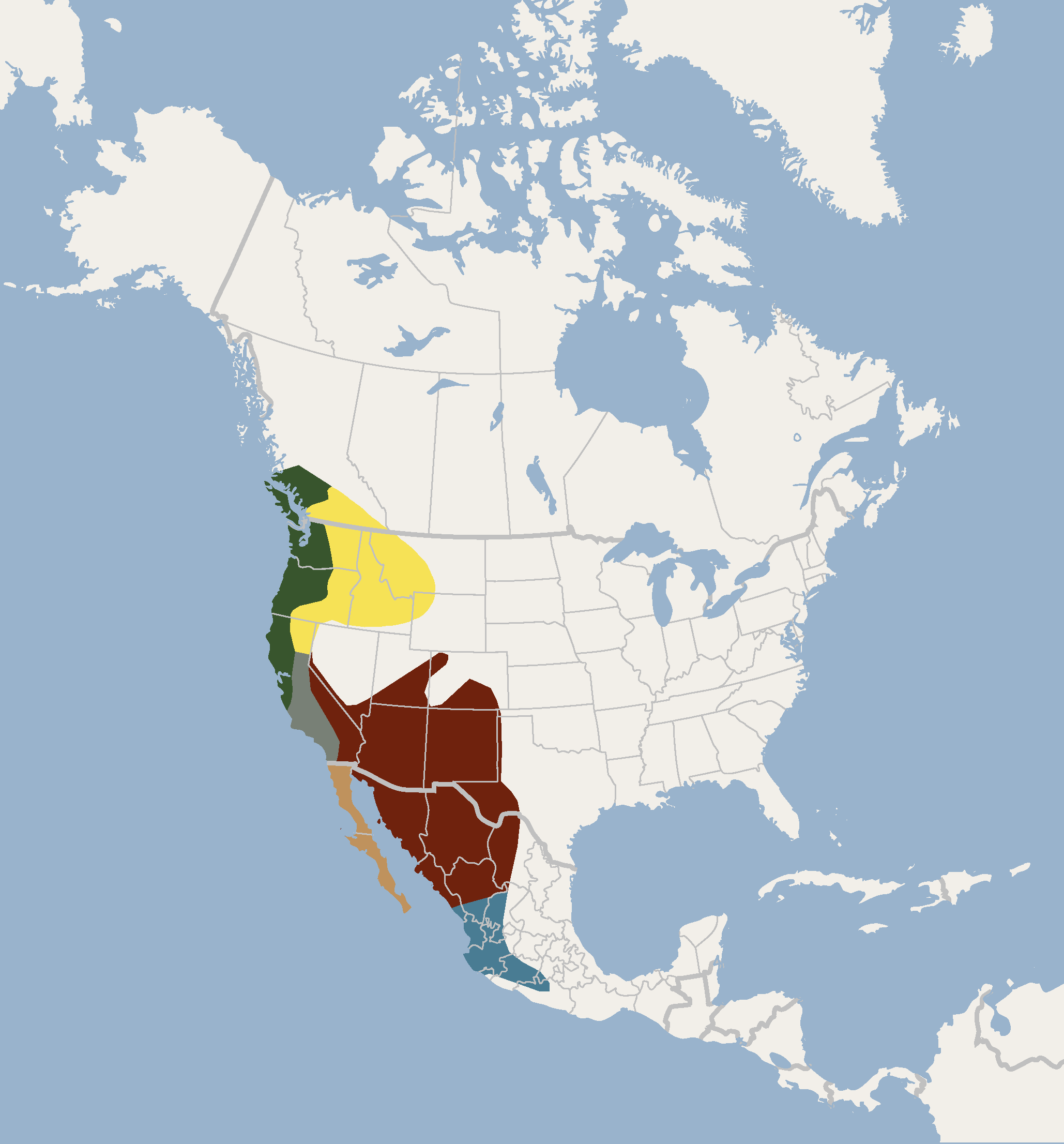